# George A. Wilson

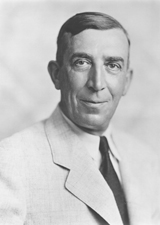
George A. Wilson

George Allison Wilson (* 1. April 1884 bei Menlo, Guthrie County, Iowa; † 8. September 1953 in Des Moines, Iowa) war ein US-amerikanischer Politiker (Republikanische Partei) und von 1939 bis 1943 der 28. Gouverneur des Bundesstaates Iowa. Zwischen 1943 und 1949 vertrat er diesen im US-Senat.

## Frühe Jahre
Nach der Grundschule besuchte Wilson das Grinnell College und die Iowa State University, an der er Jura studierte. Dort machte er im Jahr 1907 sein Examen und im gleichen Jahr wurde er als Rechtsanwalt zugelassen. Danach begann er in Des Moines in seinem neuen Beruf zu arbeiten.
Zwischen 1912 und 1914 war er stellvertretender Bezirksstaatsanwalt im Polk County. Von 1915 bis 1916 war er dort selbst Bezirksstaatsanwalt. Zwischen 1917 und 1921 war er Bezirksrichter.

## Politische Laufbahn
Von 1925 bis 1935 gehörte Wilson dem Senat von Iowa an, im Jahr 1936 bewarb er sich erfolglos um das Amt des Gouverneurs dieses Staates. Zwei Jahre später gelang es ihm aber doch, als Kandidat seiner Partei gegen den Amtsinhaber Nelson Kraschel in dieses Amt gewählt zu werden.
Wilson trat seine neue Aufgabe am 12. Januar 1939 an. Nach einer Wiederwahl im Jahr 1940 konnte er bis zum 14. Januar 1943 in diesem Amt bleiben. In dieser Zeit nahm Wilson einige Veränderungen an der Verwaltungsstruktur seiner Regierung vor. Einige Ausschüsse wurde reformiert oder ganz abgeschafft. Dafür entstanden ein Ministerium für öffentliche Sicherheit, eine neue Steuerkommission und dann, während des Zweiten Weltkriegs, eine Verteidigungskommission. Wilsons letztes Jahr als Gouverneur war von den Ereignissen des Krieges überschattet, an dem die Vereinigten Staaten seit dem 7. Dezember 1941, dem Tag des japanischen Angriffs auf Pearl Harbor teilnahmen. Auch in Iowa musste die Industrieproduktion auf Rüstungsgüter umgestellt werden. Junge Männer wurden gemustert und zu den Streitkräften eingezogen.

## Weiterer Lebenslauf
Im November 1942 wurde George Wilson dann in den US-Senat gewählt. Dabei verdrängte er Clyde L. Herring, der zwischen 1933 und 1937 ebenfalls Gouverneur von Iowa gewesen war. Damit vertrat Wilson in den folgenden sechs Jahren seinen Staat im Kongress. Im Senat war Wilson Mitglied des Streitkräfteausschusses (Committee on Armed Services) und des Committee on Small Business. Im Jahr 1948 schaffte er es nicht, bestätigt zu werden. Er unterlag überraschend gegen Guy Mark Gillette. Damit schied er am 3. Januar 1949 aus dem Senat aus. Danach wurde er wieder als Rechtsanwalt tätig. George Wilson starb im September 1953. Mit seiner Frau Mildred E. Zehner hatte er vier Kinder.